# Bakajewe
Bakajewe (ukr. Бакаєве) – wieś na Ukrainie, w obwodzie czerkaskim, w rejonie złotonoskim. W 2001 liczyła 585 mieszkańców, wśród których 544 jako ojczysty język wskazało ukraiński, 39 rosyjski, a 2 inny.